# 南非玉米捲管螺
南非玉米捲管螺（学名：Inquisitor laterculoides）为捲管螺科玉米捲管螺屬下的一个种。